# Территория Джервис-Бей

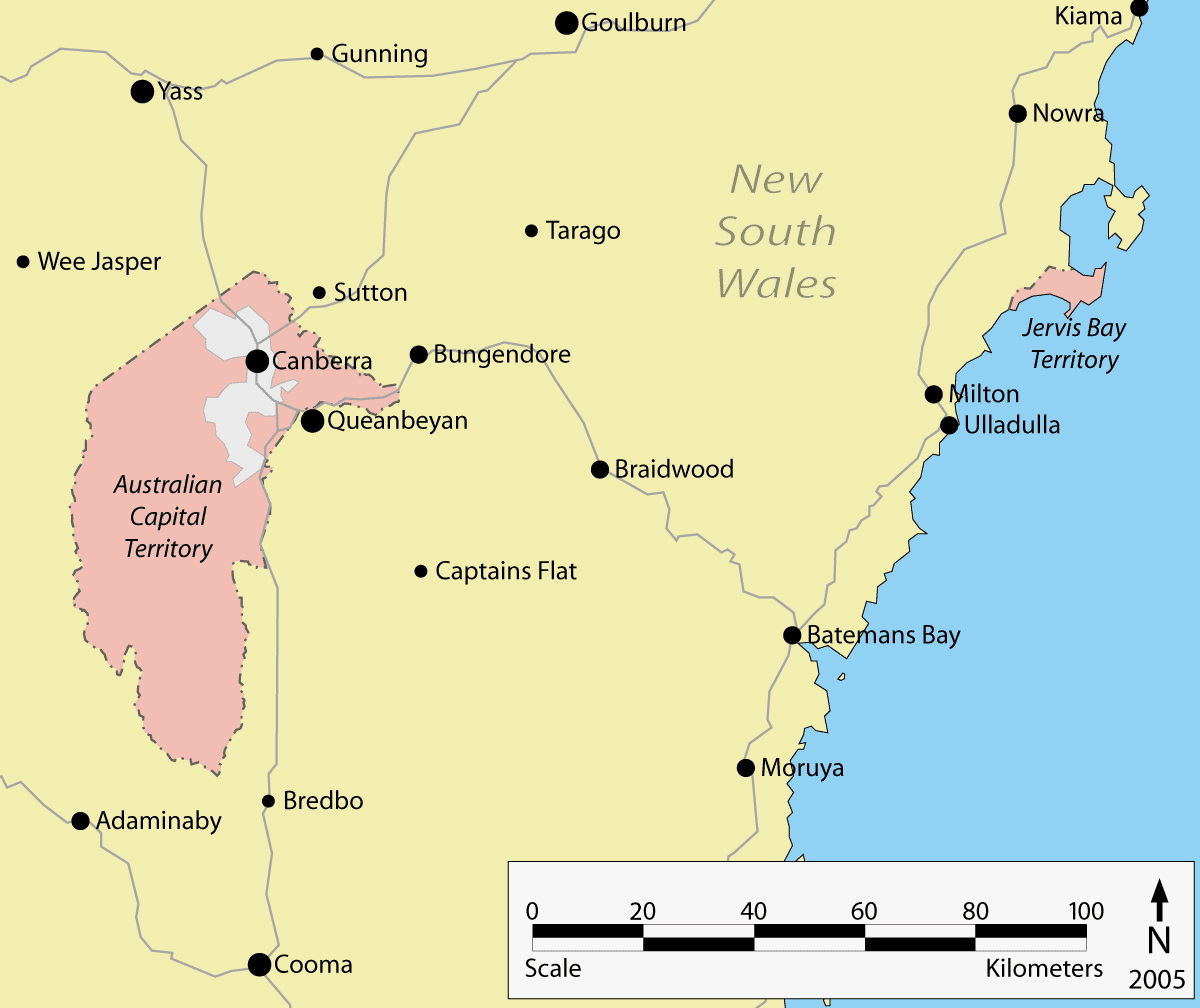
Столичная территория и Джервис-Бей

Территория Джервис-Бей (англ. Jervis Bay Territory) расположена на юго-восточном побережье Австралии, там находится военно-морская база и столичный торговый порт.
Земля была выкуплена правительством Австралии в 1915 году у штата Новый Южный Уэльс, чтобы АСТ имела выход к морю. До 1989 года являлась неотъемлемой частью Австралийской столичной территории. На Территории расположены три небольших городка, национальный парк и ботанический сад Будери.
На федеральных выборах жители территории голосуют вместе с жителями избирательного округа Фрезер Столичной территории.
Часть услуг территории Джервис-Бей предоставляется властями Нового Южного Уэльса.